# 穂積文雄
穂積文雄（ほづみ ふみお、1902年9月2日 - 1979年11月26日）は、日本の経済史学者。京都大学名誉教授。

## 来歴
愛媛県生まれ。愛媛県立宇和島中学校（現・愛媛県立宇和島東高等学校）、長崎高等商業学校（現・長崎大学）卒、1926年京都帝国大学経済学部卒。1927年東亜同文書院教授、1932-1934年ドイツに学ぶ。1939年京都帝大講師、1939年助教授、1945年3月教授、1952-1954年京都大学経済学部長。1957年「英国産業革命史の一断面 ラダイツの研究」で経済学博士。1966年定年退官、名誉教授、名古屋学院大学教授。1977年大阪工業大学教授。

## 著書
- 『経済学原論』東亜同文書院消費組合 1934
- 『先秦経済思想史論』有斐閣 1942
- 『支那貨幣考』立命館出版部 1944
- 『小泉八雲の社会思想』有斐閣 1949
- 『英国産業革命史の一断面 ラダイツの研究』有斐閣 1956
- 『近代社会思想史』ミネルヴァ書房 現代経済学全書 1965
- 『ユートピア西と東』法律文化社 1980

共著
- 『東洋経済史』桑田幸三、林善義、伊藤幸一共著 ミネルヴァ書房 1974

## 参考
- 平井俊彦「穂積文雄教授略歴・著作目録 (穂積文雄教授記念號)」『經濟論叢』第97巻第1号、京都大學經濟學會、1966年1月、145-150頁、doi:10.14989/133097、ISSN 0013-0273。
- 経済学会「故穂積文雄名誉教授・遺影および略歴」『經濟論叢』第125巻第3号、京都大學經濟學會、1980年3月、hdl:2433/133815、ISSN 0013-0273。
- 『人物物故大年表』